# Kristina Pimenova
Kristina Ruslanovna Pimenova (em russo:  Кристина Руслановна Пименова; Moscou, 27 de dezembro de 2005) é uma supermodelo e atriz russa. Começou a atuar como modelo aos três anos de idade, mas sua popularidade se expandiu em 2014, ao ser apontada pela revista Women Daily como "a menina mais linda do mundo", título que obteve repercussão mundial.
Após sua carreira na Rússia, mudou-se para a Califórnia, nos Estados Unidos, ao assinar um contrato com LA Models em 2016. Posteriormente deu início à sua atuação como atriz no filme italiano Creators: The Past e na produção norte-americana The Russian Bride, ambos lançados em 2017.

## Carreira
Kristina Pimenova nasceu em Moscou em 27 de dezembro de 2005. É a filha mais nova da modelo Glikeriya Shirokova e do futebolista Ruslan Pimenov, que jogou em times como Dinamo Minsk e Lokomotiv Moscou e na Seleção Russa de Futebol, e também tem uma irmã mais velha, Natalia. Aos três meses de idade, ela e sua família se mudaram para a França, onde viveram por um ano, tendo então retornado para Moscou.
Ela iniciou sua carreira de modelo em 2009, aos três anos de idade, depois que sua mãe fez uma sessão de fotos com ela e a apresentou para a agência de modelos "President Kids". Aos dez anos, Kristina já havia assinado contrato com diversas marcas como Armani, Benetton, Dolce & Gabbana, Fendi, Roberto Cavalli, Dsquared2, Ermanno Scervino e Replay, com destaque também nas campanhas de Roberto Cavalli Junior e Armani Junior. Também realizou trabalho publicitário para a Ferrero (marca "Kinder Chocolate") na Rússia.
Em 2011, o nome de Kristina Pimenova foi o terceiro termo mais pesquisado no Google na Ucrânia. Ela fez um teste para o papel de Renesmee Cullen no filme Amanhecer: Parte 1, mas por causa de seu pouco conhecimento de inglês o papel foi cedido para a americana Mackenzie Foy. Pimenova também se envolveu com a ginasta rítmica e treinou com a formadora de campeões mundiais Olga Kapranova. Em 2013, competiu em um torneio de ginástica organizado por Alina Kabaeva no Tartaristão, ganhando uma medalha de ouro em sua faixa etária.
No final de 2014, a revista Women Daily considerou Kristina Pimenova como "a menina mais linda do mundo", iniciando uma polêmica quanto à suposta sexualização e exposição excessiva de sua imagem. Em julho de 2015 figurou em um editorial da Vogue Itália. Ela então se mudou para a Califórnia com sua mãe, e assinou um contrato com LA Models em 2016. Um documentário sobre Kristina foi exibido na RTL Television em outubro de 2016.
Kristina atuou na pós-produção do filme de fantasia italiano Creators: The Past, lançado em 2017, como uma criança cantora. Em uma entrevista à Posh Kids Magazine em 2016, ela expressou seu desejo de se tornar uma atriz profissional e uma diretora de cinema. 
Posteriormente interpretou Dasha no filme de terror The Russian Bride em 2017.

## Críticas
No final de 2014, uma série de meios de comunicação reconheceu Kristina como "a menina mais linda do mundo". A partir de então, a mídia passou a contestar que os pais promovem sua imagem atrelada a uma forma excessivamente sexual e que não coincide com a idade de Kristina. Para a mãe da menina, no entanto, essa visão é refutada.

## Filmografia
| Título             | Ano  | Papel           | Notas |
| ------------------ | ---- | --------------- | ----- |
| Creators: The Past | 2019 | Criança cantora |       |
| The Russian Bride  | 2019 | Dasha           |       |